# توماس بلودورث
توماس بلودورث (بالإنجليزية: Thomas Bloodworth)‏  (ولد في 13 فبراير 1620 - 12 مايو 1682) تاجر و سياسي إنجليزي انتخب في مجلس العموم من 1660 إلى 1679. وكان لورد عمدة لندن من أكتوبر 1665 إلى أكتوبر 1666، تعرض لانتقادات شديدة خلال المراحل المبكرة من حريق لندن الكبير، حيث انتقد على نطاق واسع باعتباره أحد الأسباب الكبيرة في الأضرار التي لحقت بالمدينة.